# Manzaneda
Manzaneda település Spanyolországban, Ourense tartományban. Manzaneda Quiroga, Larouco, O Bolo, Viana do Bolo, Vilariño de Conso, Chandrexa de Queixa és A Pobra de Trives községekkel határos. Lakosainak száma 798 fő (2024).

## Népesség
A település népessége az elmúlt években az alábbi módon változott:
| Lakosok száma | 1242 | 1150 | 1069 | 1028 | 1001 | 973  | 906  | 870  | 828  | 798  |
|               | 2001 | 2004 | 2007 | 2009 | 2012 | 2014 | 2017 | 2019 | 2022 | 2024 |